# 22470 Shirakawa-go
22470 Shirakawa-go è un asteroide della fascia principale. Scoperto nel 1997, presenta un'orbita caratterizzata da un semiasse maggiore pari a 2,4246749 UA e da un'eccentricità di 0,1336665, inclinata di 2,02252° rispetto all'eclittica.